# Calderitas
Calderitas är en ort i Mexiko.   Den ligger i kommunen Othón P. Blanco och delstaten Quintana Roo, i den östra delen av landet, 1 100 km öster om huvudstaden Mexico City. Calderitas ligger 10 meter över havet och antalet invånare är 5 599.
Terrängen runt Calderitas är mycket platt. Havet är nära Calderitas åt sydost.  Närmaste större samhälle är Chetumal, 7,0 km sydväst om Calderitas. I omgivningarna runt Calderitas växer i huvudsak städsegrön lövskog.